# Confine tra Gibuti e Somalia
Il confine tra Gibuti e Somalia descrive la linea di demarcazione tra questi due stati. Ha una lunghezza di 58 km.

## Geografia

Mappa del Gibuti con i suoi confini.

L'estremità di questo confine è fissata a Loyada ("Pozzi di Hadou" nel testo). Questo punto è riconosciuto dai rappresentanti delle due nazioni nel 1890 e delimitato ufficialmente il 20 ottobre 1933.
L'altra estremità di questo confine fu stabilita dopo un negoziato tripartito (tra le autorità coloniali francesi di Gibuti, autorità coloniali britanniche del Somaliland e dell'Etiopia) che ebbe luogo tra marzo 1933 e aprile 1934. Questo il punto è impostato su "Medha-Djallelo" il 18 aprile 1934. 
Questo confine non è stato delimitato, a parte la sua estremità costiera, e nemmeno definito. Viene definita solo come la linea retta tra questi due punti identificati con precisione.